# Svenskt Porträttarkiv
Svenskt Porträttarkiv är en ideell förening som bland annat driver webbplatsen portrattarkiv.se.